# BMW・4シリーズ
BMW 4シリーズは、ドイツの自動車メーカー・BMWが製造・販売している乗用車である。

## 初代（F32/F33/F36）
クーペモデル（F32）、リトラクタブルハードトップを持つカブリオレ（F33）、エクステリアを見直して4ドアモデルとしたグランクーペ（F36）、BMW MがチューニングしたM4（F82/F83）がある。

### クーペ（F32）
- 2012年12月5日、コンセプトモデル「コンセプト4シリーズクーペ」の概要が発表された[1]。先に発表・発売された3シリーズ（F30）の2ドア版であり、「3シリーズクーペ（E92）」の後継モデルが「4シリーズ」となることが示唆された。
- 2013年6月15日、市販モデルとして新型「4シリーズクーペ（F32）」の概要が発表された[2]。ガソリンエンジンの「428i」「435i」、ディーゼルエンジンの「420d」の3モデルがラインナップされ、「Sport」「Modern」「Luxury」「M Sport」の各デザインラインが設定された。標準で6速MT、オプションで8速ATが組み合わされる。ガソリン車には四輪駆動モデルの「xDrive」も用意され、8速ATのみが組み合わされる。

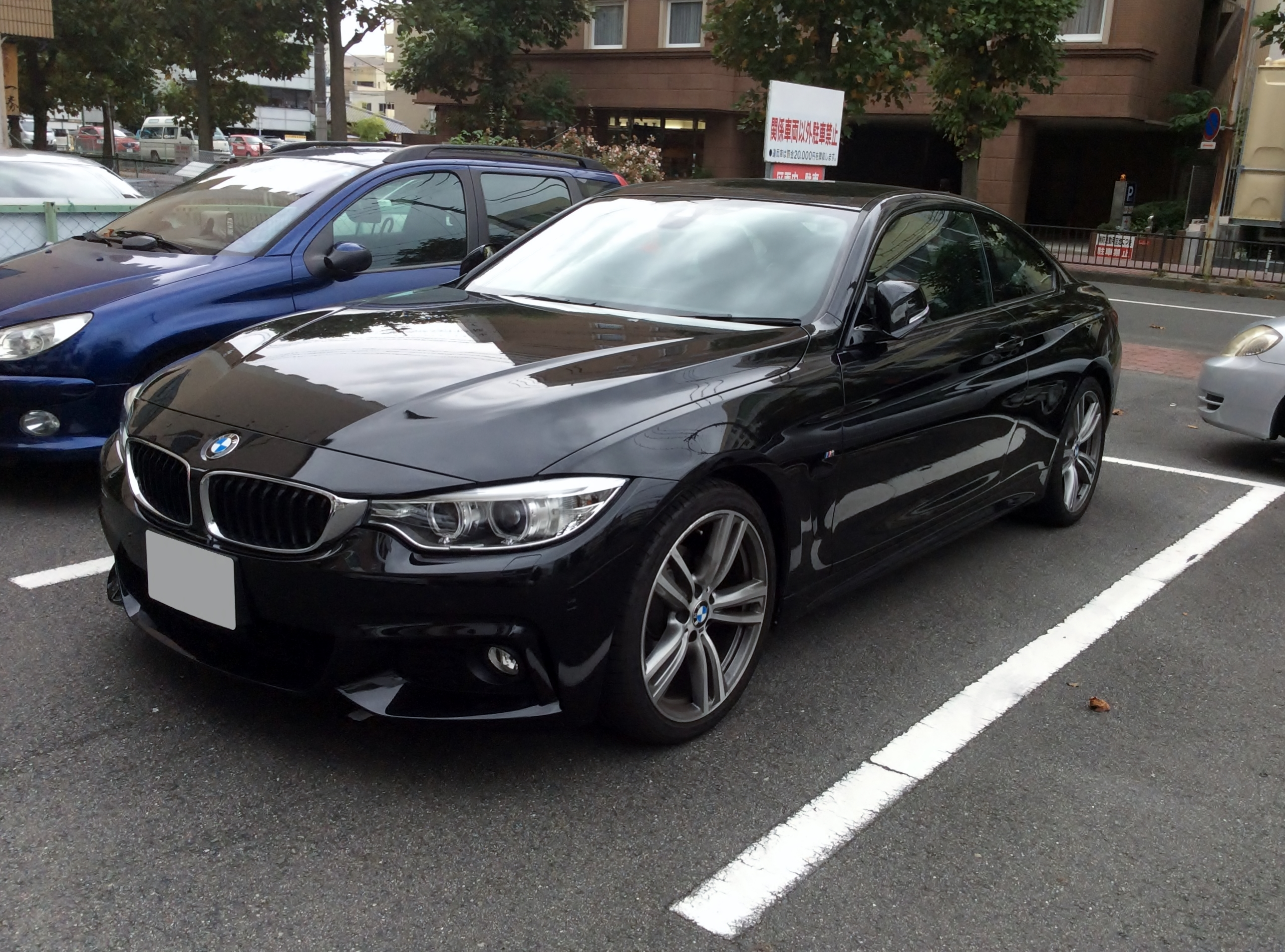
クーペ
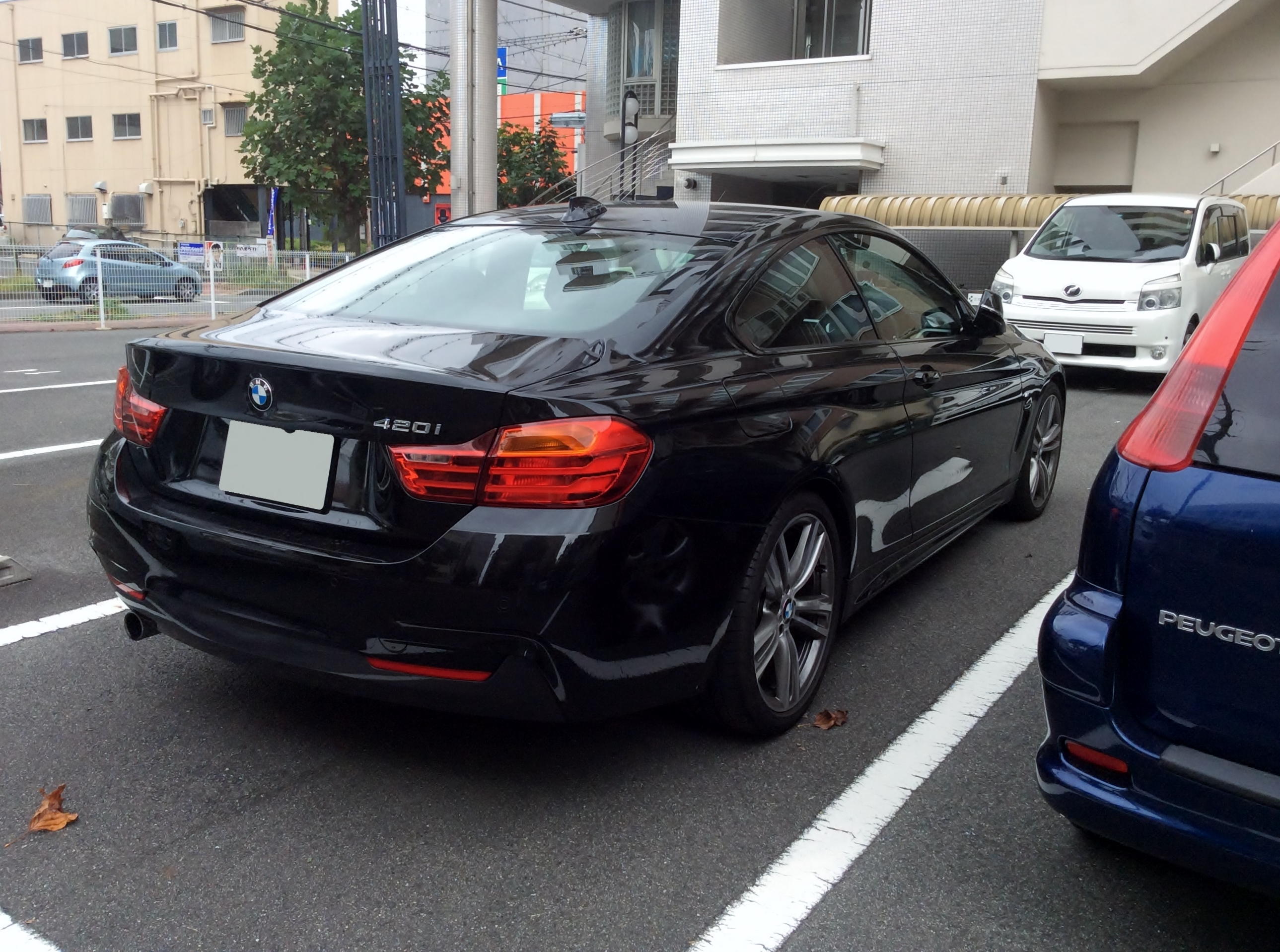
クーペ

### カブリオレ（F33）
- 2013年10月13日、「3シリーズカブリオレ（E93）」の後継となる新型「4シリーズカブリオレ」（F33）の概要が発表された[3]。E93同様、リトラクタブルハードトップを採用し、20秒で開閉可能。ガソリンエンジンの「428i」「435i」、ディーゼルエンジンの「420d」の3モデルがラインナップされ、6速MTもしくは8速ATが組み合わされる。

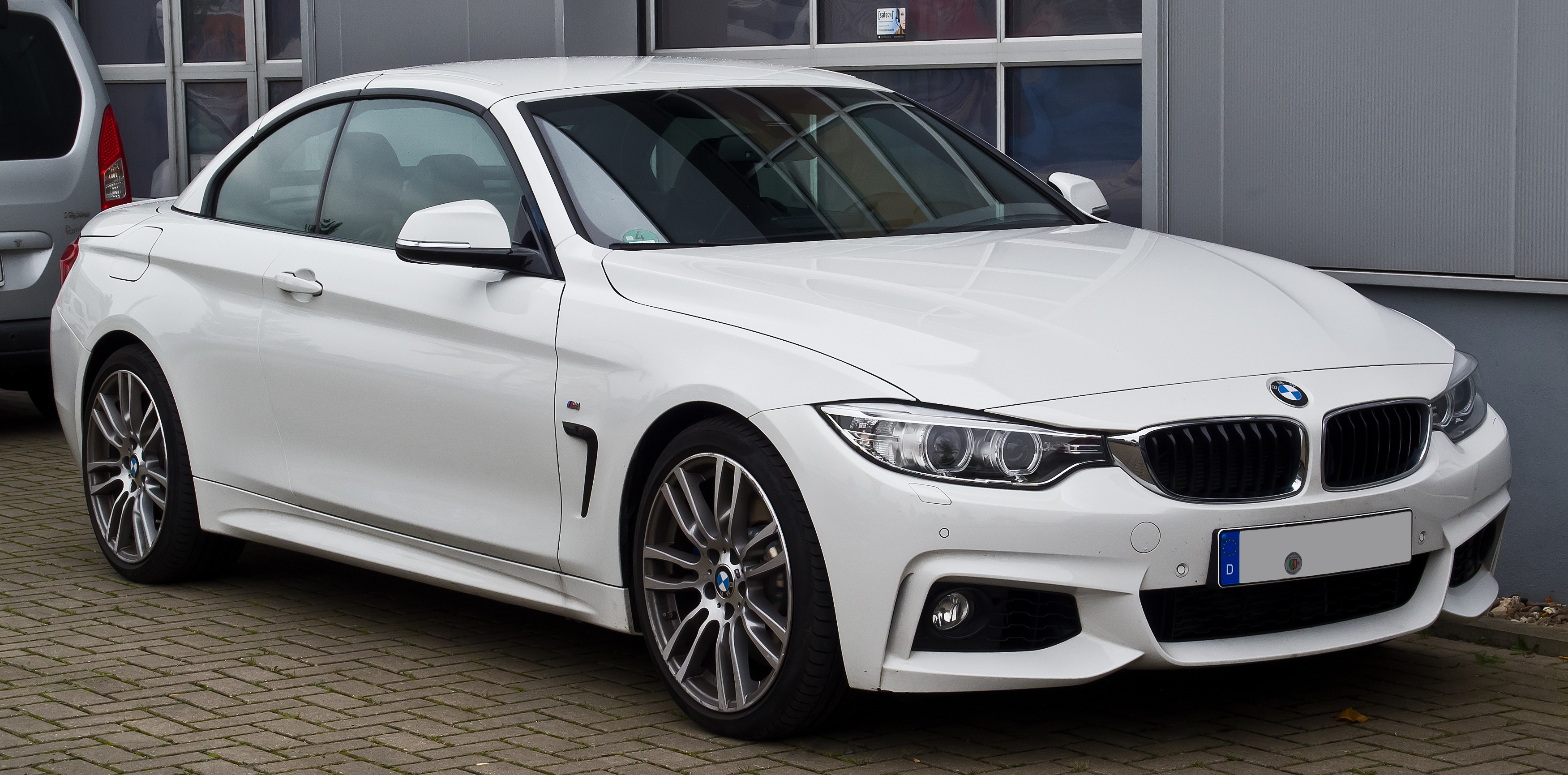
カブリオレ
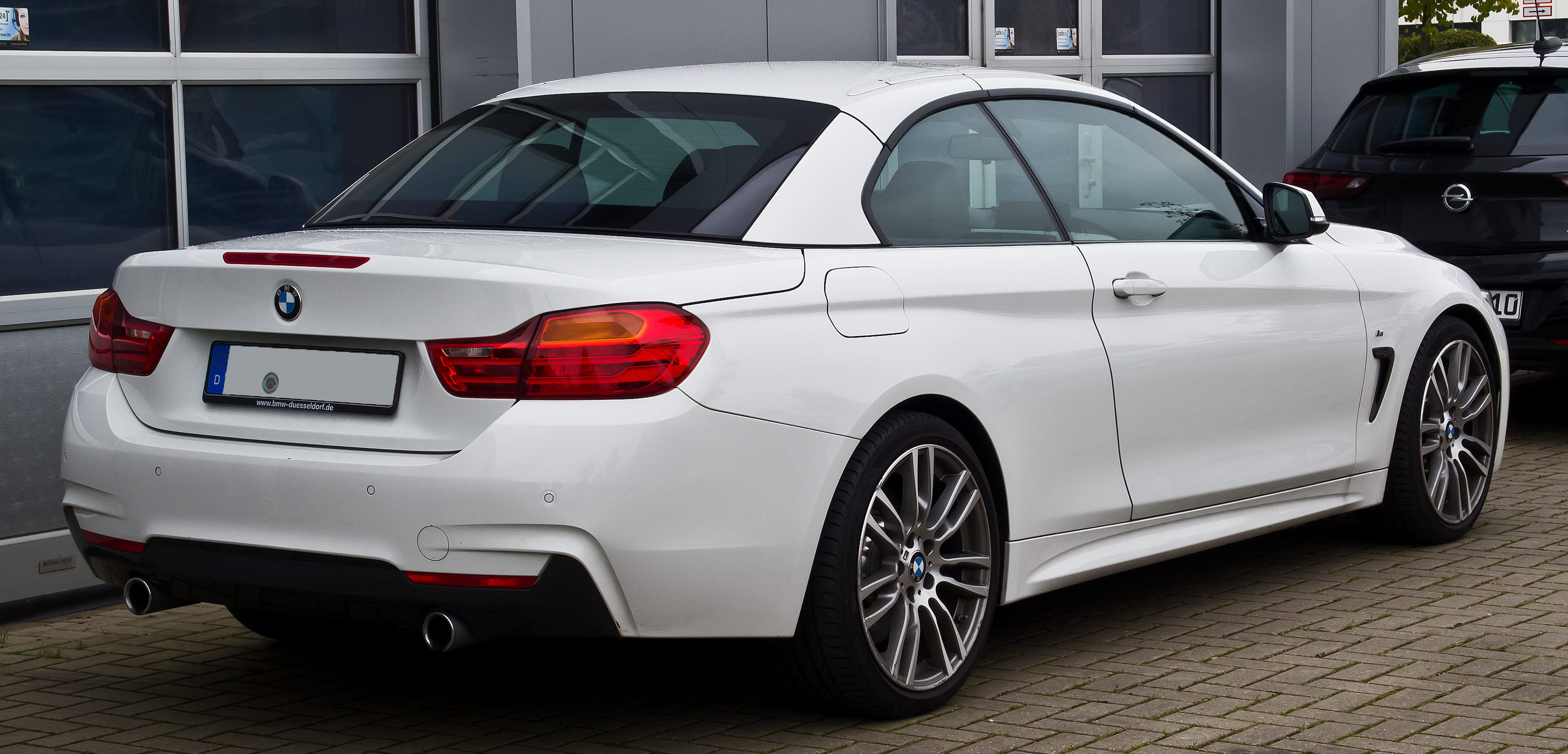
カブリオレ

### グランクーペ（F36）
- 2014年2月2日、本国で4シリーズグランクーペ（F36）の概要が発表された[4]。BMWとして「6シリーズグランクーペ（F06）」に次ぐ2台目の4ドアクーペである。全長、全幅、ホイールベースはクーペと同様だが、後席のヘッドクリアランス確保のため、全高は12mm高められた。ルーフは112mm後方に伸ばされ、4ドアクーペらしい伸びやかなデザインとなった。トランクリッドはリアウインドウごと跳ね上げるハッチバック方式である。ガソリン車は「420i」「428i」「428i xDrive」「430i」「435i」が、ディーゼル車には「418d」「420d」「420d xDrive」が用意された。

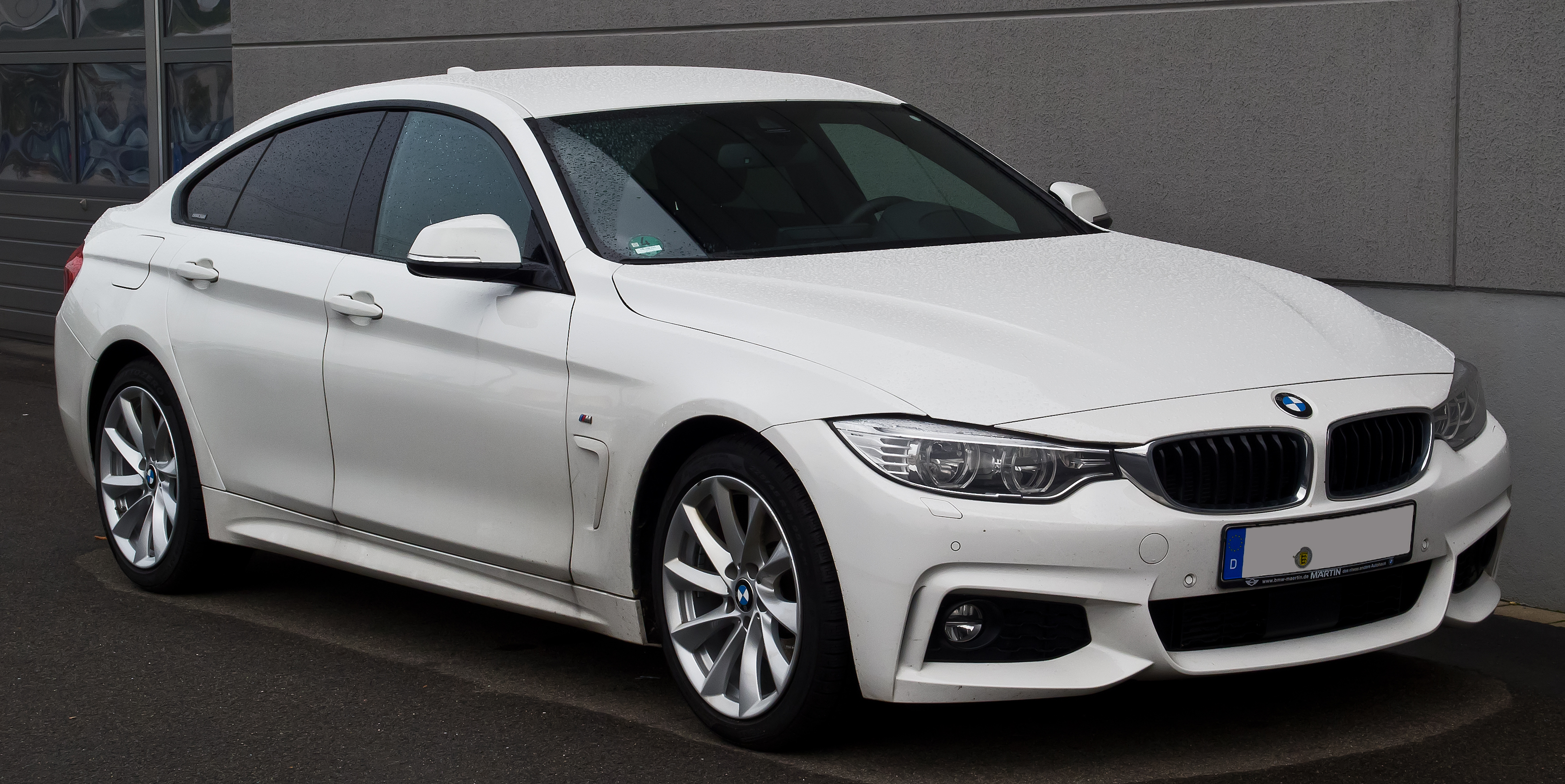
グランクーペ
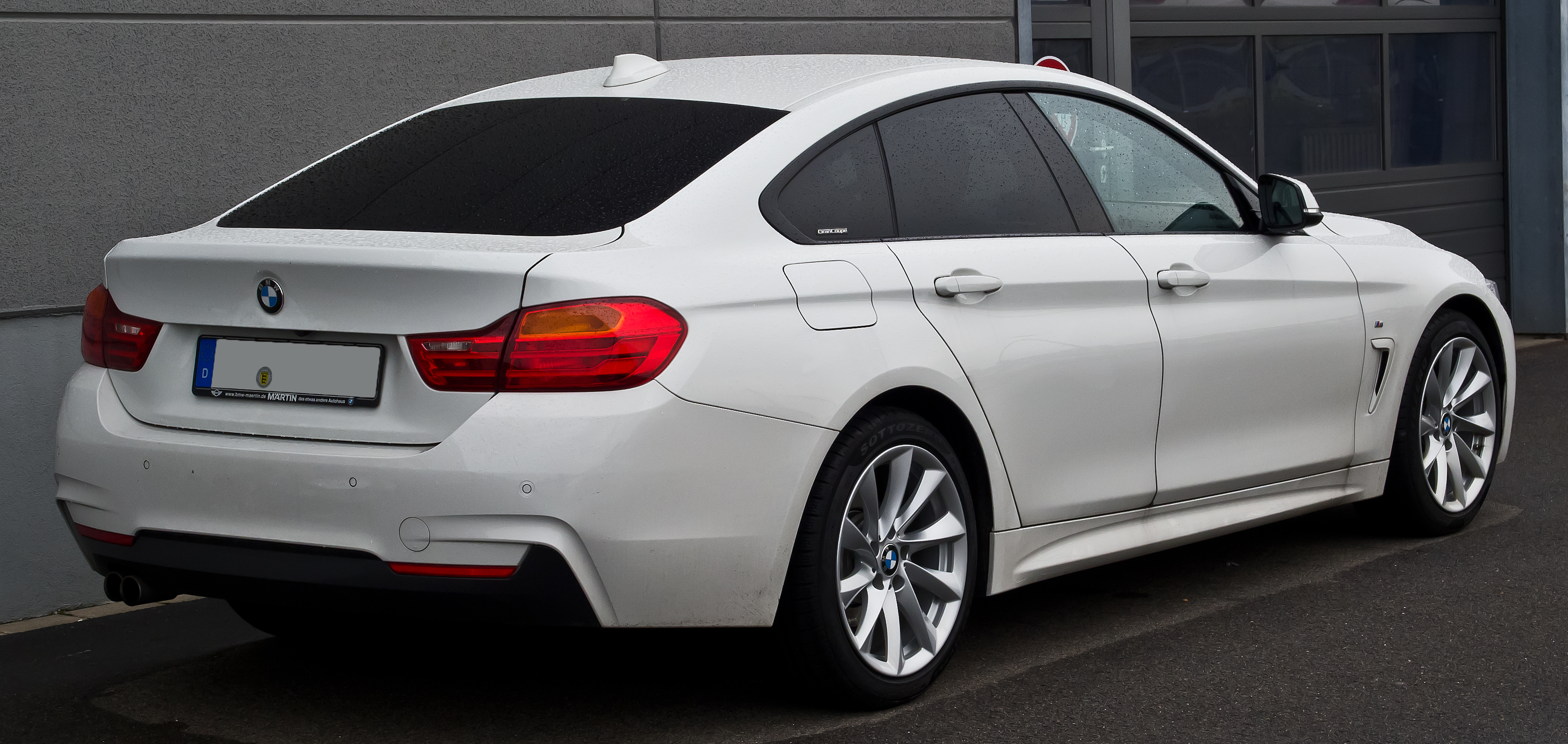
グランクーペ
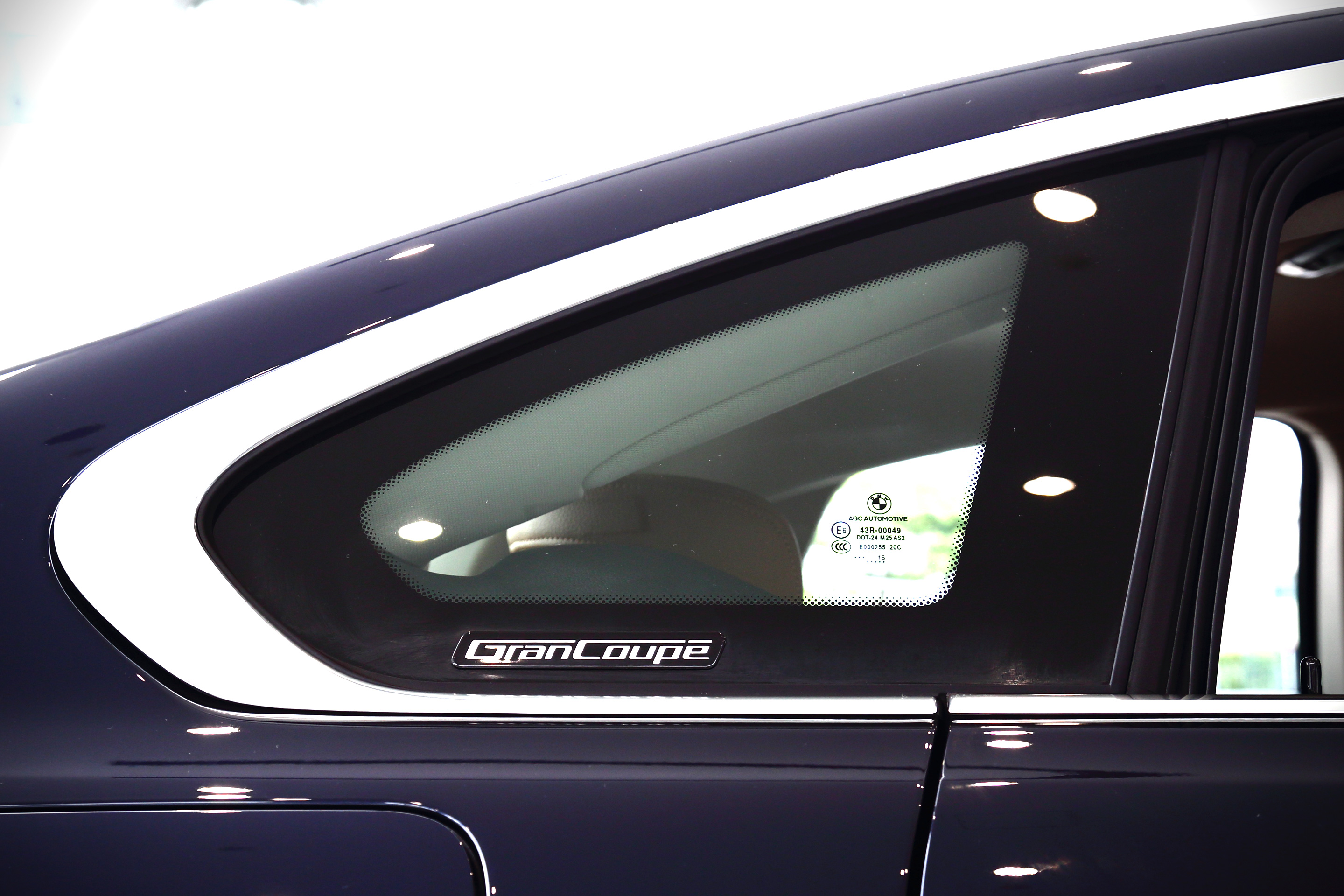
3シリーズセダンとの差異である「Gran Coupe」エンブレム

## 2代目（G22/G23/G26）
クーペモデル（G22）は2020年6月2日に本国発表、2020年10月16日に日本国内発表された。ソフトトップを持つカブリオレ（G23）、4ドアクーペのグランクーペ（G26）が導入されている。

### コンセプトモデル
- 2019年9月10日に、IAA Cars 2019 international motor show in Frankfurtにおいて、次期4シリーズクーペと予想されるコンセプトモデル「BMW Concept 4」を発表した。 BMW社のアイコンでもあるキドニーグリルが際立って特徴的なデザインである。このグリルは「BMW 328やBMW 3.0 CSiなどの伝説的なブランドクラシックを参考にしている」とされている[8]。
- プレスリリースの文中では、「the new face of the 4 Series range」としており、BMW Concept 4が次期4シリーズであることを事実上公表している[9]。

### クーペ・G22
- 2020年6月2日（中央ヨーロッパ時間18:00/日本時間3日1:00）に、プレス向けサイト内にてオンラインでのワールドプレミアを実施した[10]。
- 日本仕様は2020年10月16日にオンライン配信にて発表された。また、同日からデビュー記念となる特別仕様車「Edition EDGE」をオンライン受付限定にて販売開始した[11]。  420i Edition EDGEは限定10台、M440i xDrive Edition EDGEは限定3台のみの販売となる。

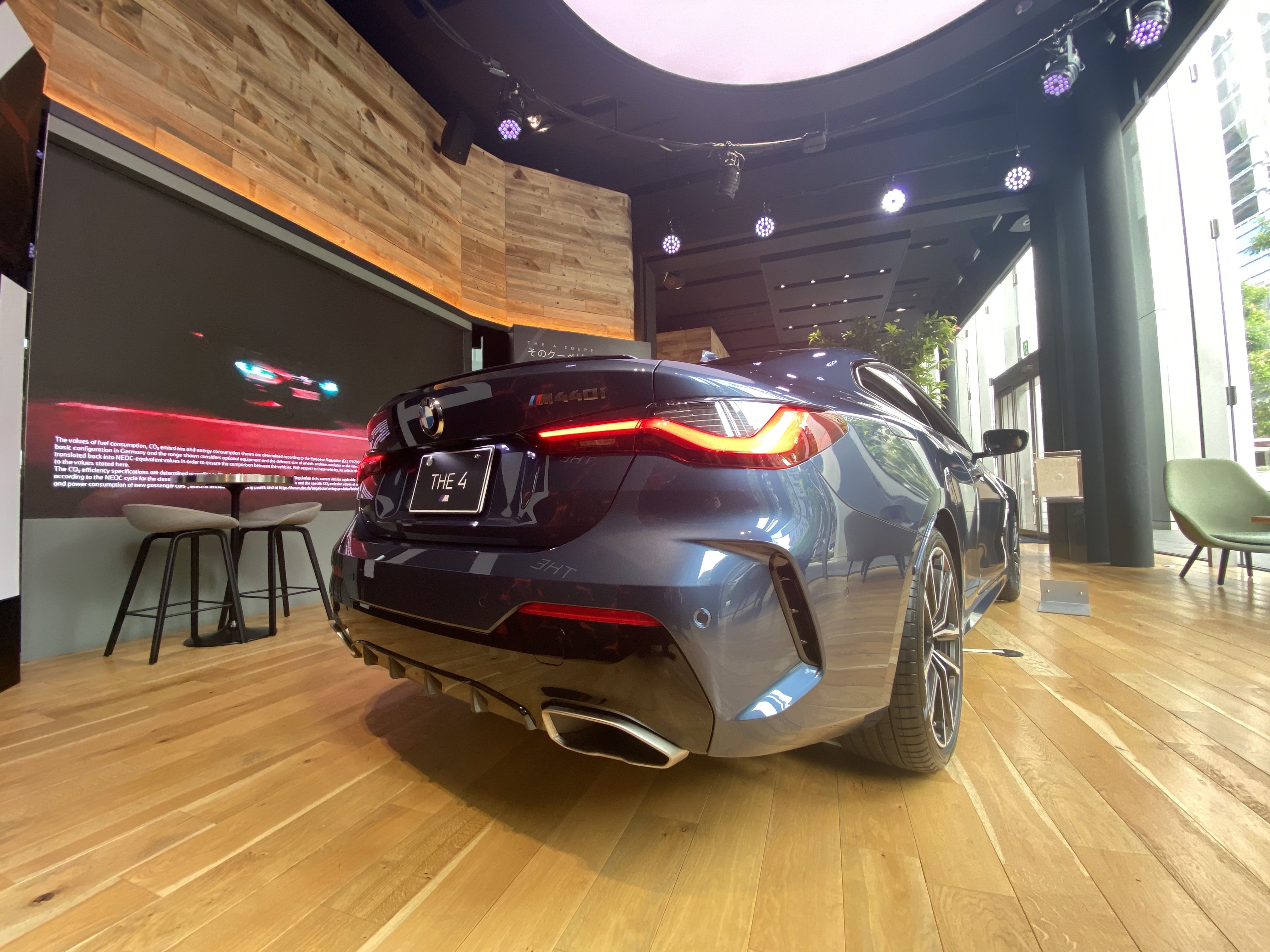
クーペ/リア・日本仕様
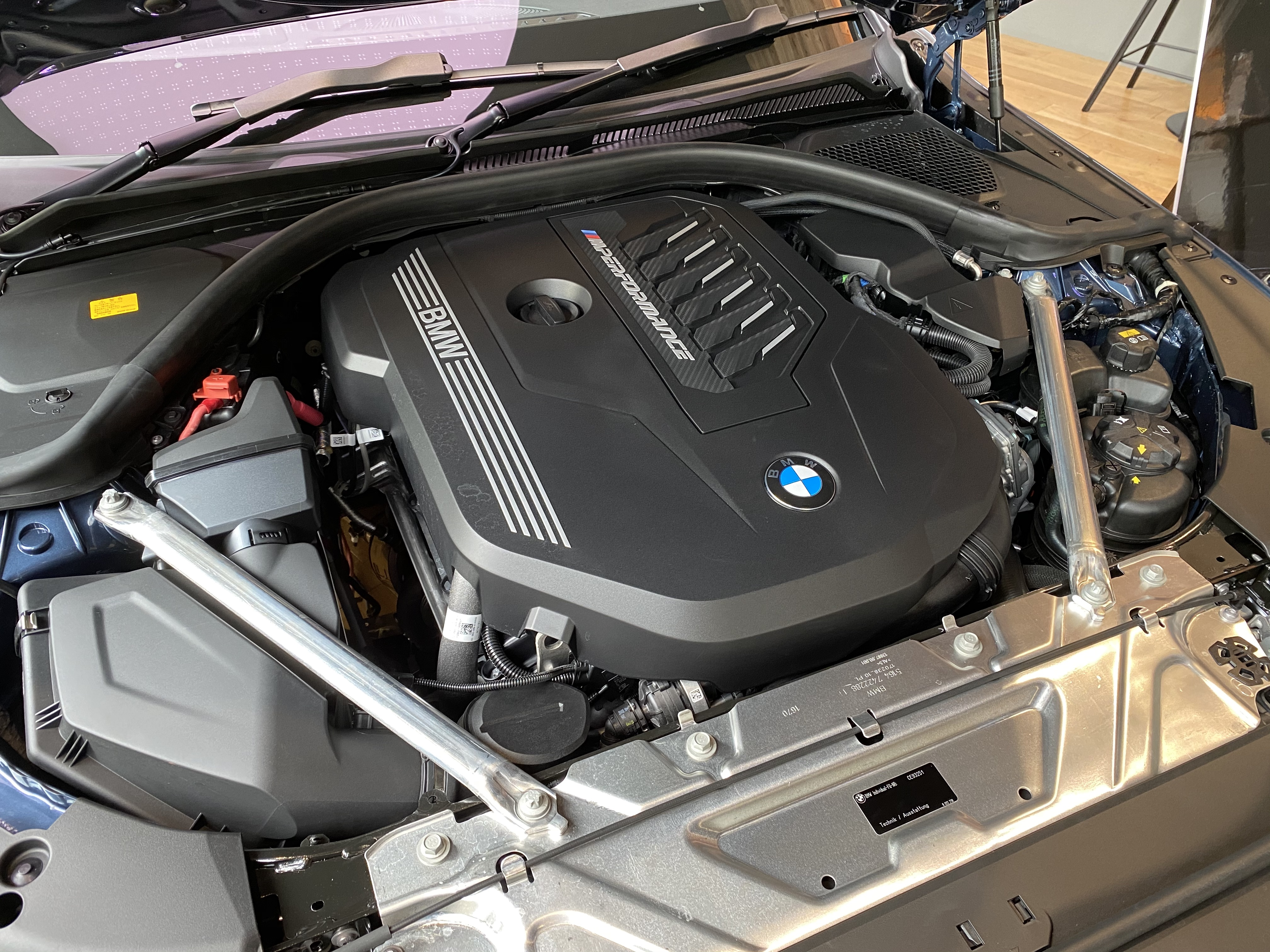
M440i xDriveに搭載されるB58エンジン

### カブリオレ/コンバーチブル・G23
- 2020年9月30日に本国プレスリリースを発表。4シリーズ コンバーチブルとして販売開始がアナウンスされた[12]。
- 本国では2021年3月からのデリバリー開始を予定としており、カタログ等も同時に公開されている。
- 日本仕様は2021年2月25日に正式発表となった[13]。従来通り直列6気筒モデルの導入に加え、420iカブリオレが日本に導入される事が発表された。日本正規導入として4シリーズカブリオレにエントリーモデルが設定されるのは初めてとなる。

### グランクーペ・G26
- 2021年7月16日に4シリーズ・グランクーペの日本導入を正式に発表。納車は同年9月以降と発表した[14]。ラインナップは420iスタンダード/420i Mスポーツ/M440i xDriveの3モデルとなる。
- 2021年11月6日/7日に全国のBMWディーラーで展示が開始され、併せて納車も開始されている。
- 2022年2月16日にBEV（バッテリ電気自動車）「i4（アイフォー）」を追加した。

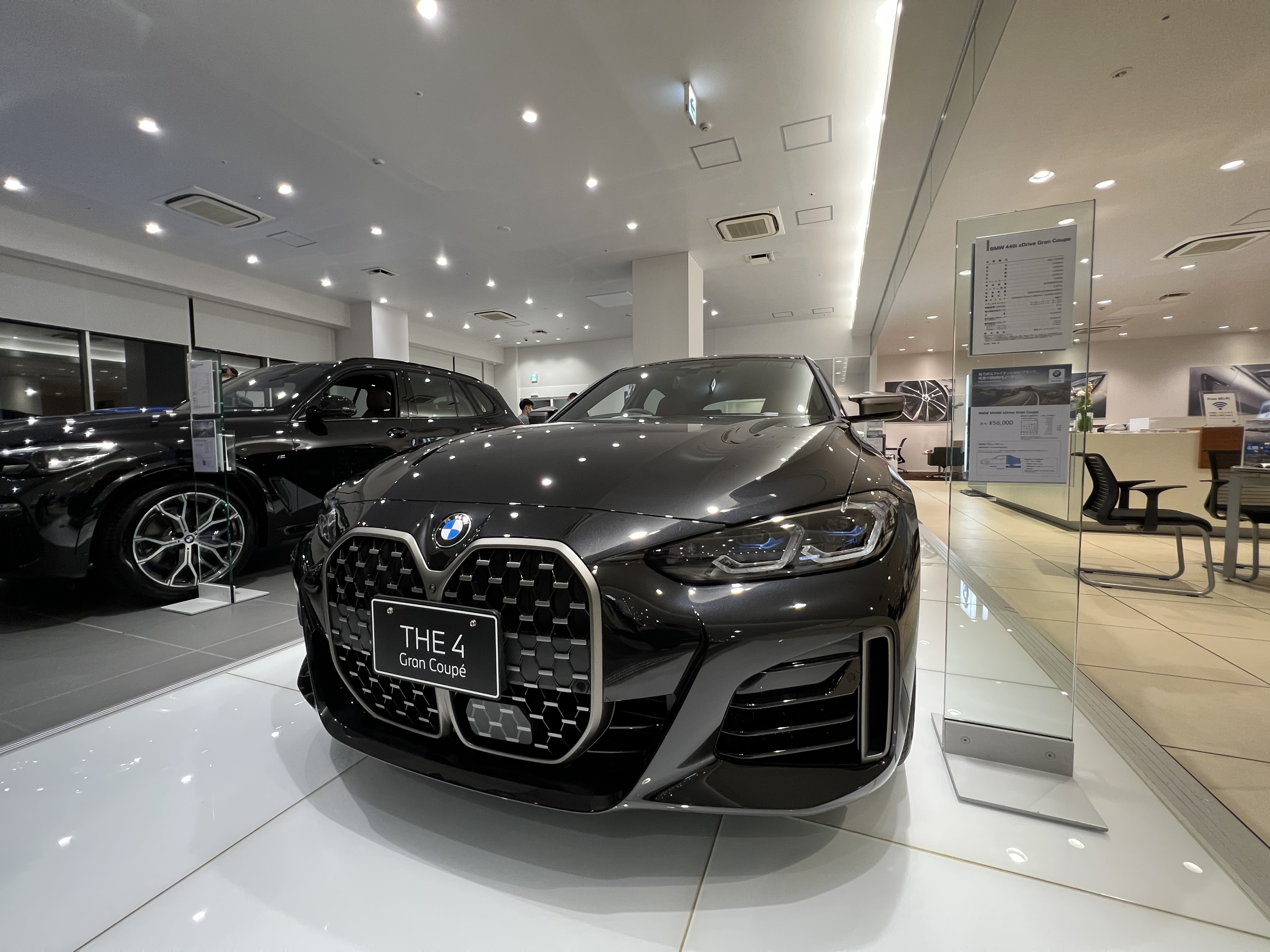
2022年4月26日に420d xDrive グランクーペを追加[15]。  - フロント周り
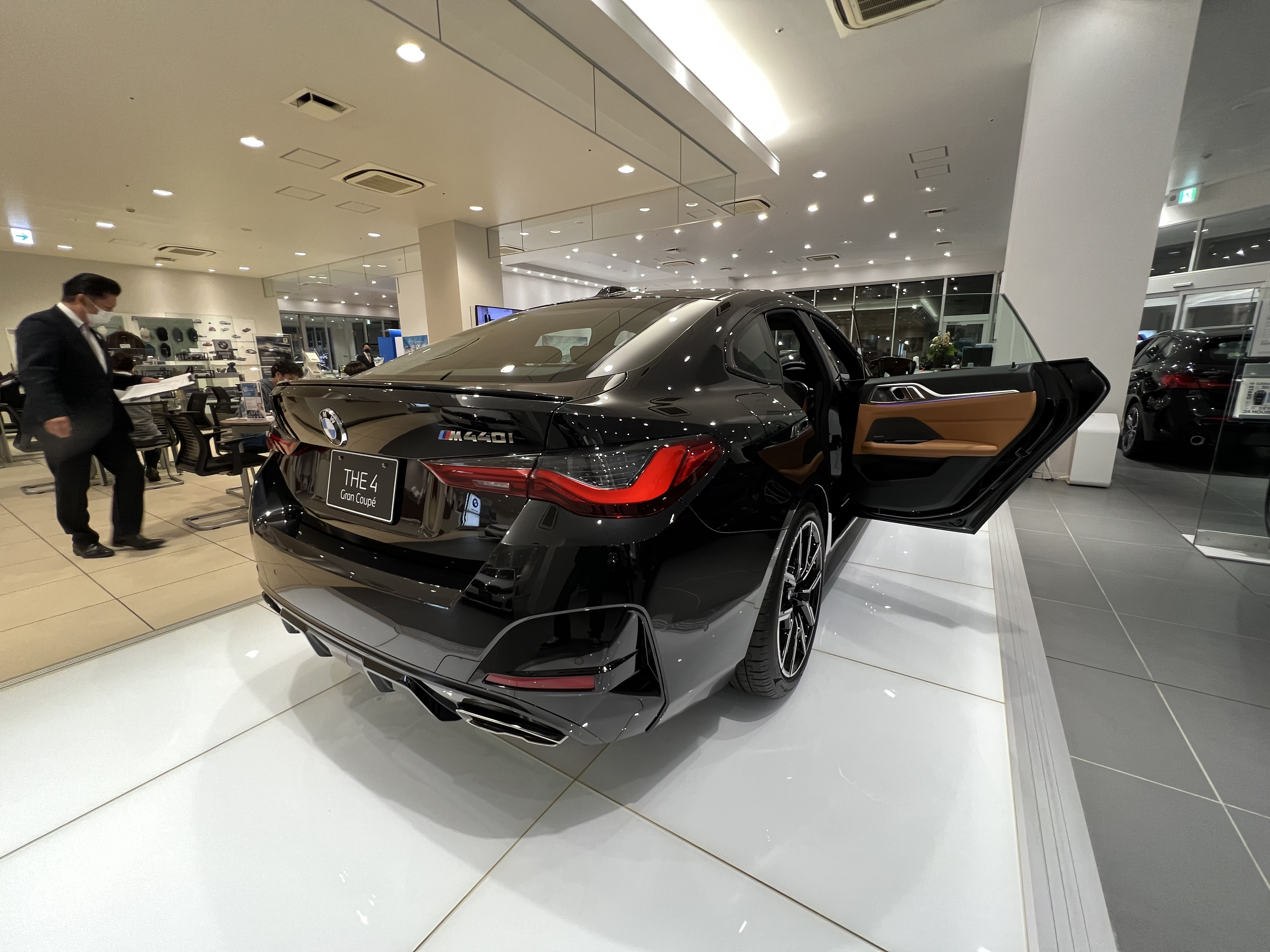
リア周り
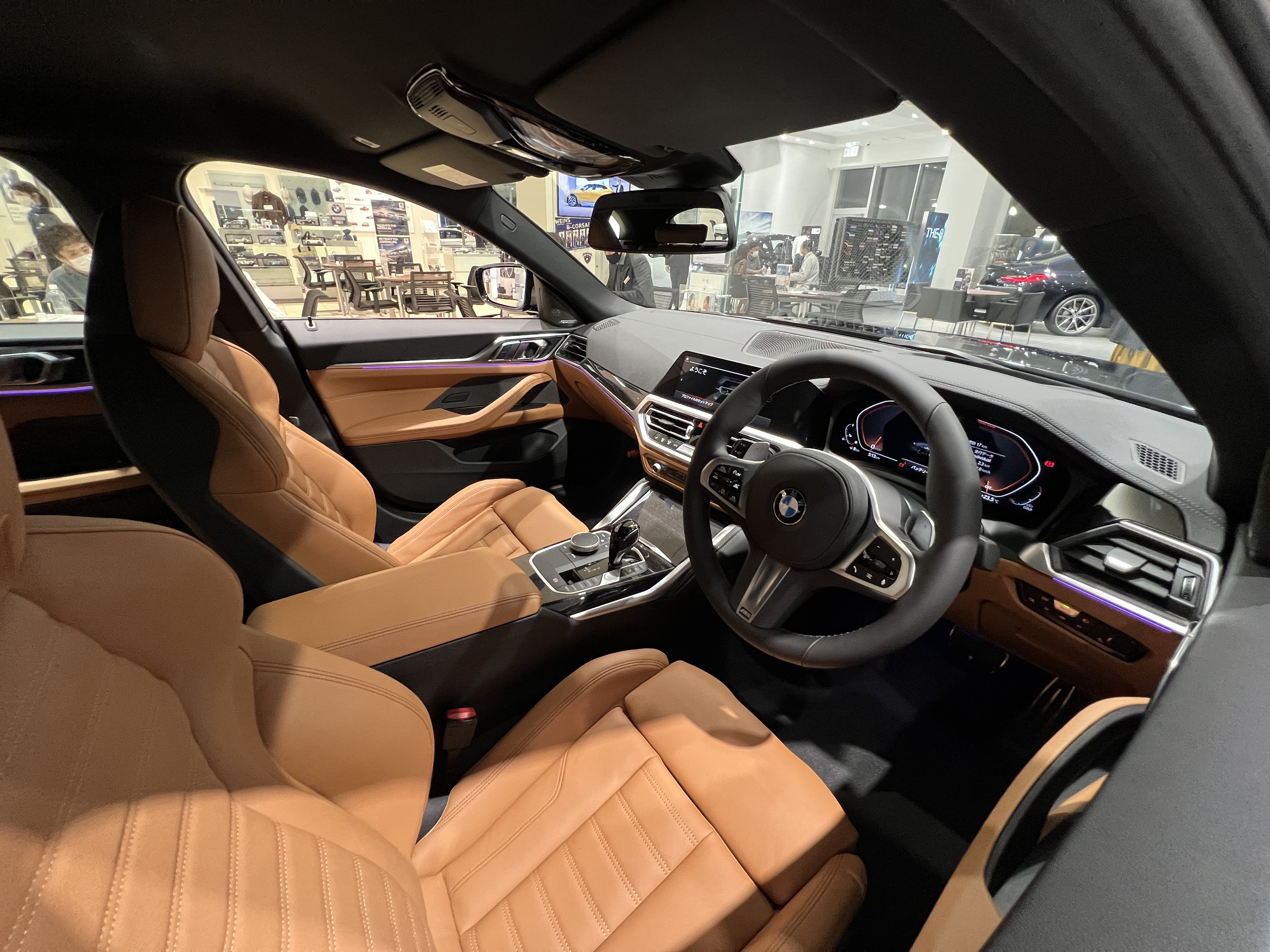
Mスポーツシートとインテリア
  - リア周り
  - Mスポーツシートとインテリア